# Hippotion aporodes
Hippotion aporodes är en fjärilsart som beskrevs av Rothschild och Jordan 1912. Hippotion aporodes ingår i släktet Hippotion och familjen svärmare. Inga underarter finns listade i Catalogue of Life.